# آسیاب سینه قصر یعقوب
بقایای آسیاب سینه قصر یعقوب مربوط به سده‌های متاخر دوران‌های تاریخی پس از اسلام است و در شهرستان خرم بید، بخش مرکزی، دهستان خرمی ۱/۲ک متری جنوب شرق روستای قصر یعقوب واقع شده و این اثر در تاریخ ۷ اسفند ۱۳۸۶ با شمارهٔ ثبت ۲۱۴۳۰ به‌عنوان یکی از آثار ملی ایران به ثبت رسیده است.